# Devica (film, 1940)
Devica (češko Panna) je češki črno-beli komični film iz leta 1940, ki ga je režiral František Čáp po scenariju Rudolfa Madran-Vodičke in temelji na istoimenski gledališki igri Františka Zavřela. V glavnih vlogah nastopajo Věra Ferbasová, Saša Rašilov starší, Antonie Nedošinská, Božena Šustrová, Jiří Steimar in Marie Rosůlková. Zgodba prikazuje mlado Kláro (Ferbasová), ki jo starša silita v poroko z bogatim bankirjem.
Primerno je bil prikazan 2. avgusta 1940 v čeških kinematografih im požel je velik uspeh. Na filmskem festivalu v Zlinu je osvojil bronasto kaseto podjetja Anýž.

## Vloge
- Věra Ferbasová kot Klára Piskorová
- Saša Rašilov st. kot Klárin oče
- Antonie Nedošinská kot Klárina mati
- Božena Šustrová kot Slávka
- Jiří Steimar kot Kacík
- Marie Rosůlková kot Kacíková
- Sylva Langová-Williams kot Milena Kacíková
- Raoul Schránil kot dr. Karel Cermák
- Jiří Vondrovič kot inž. Prokop Cermák
- Čeněk Šlégl kot bankir Viktor Jonát
- František Roland kot inšpektor Roskot
- Vítězslav Boček kot Jaroslav Hlavácek
- Vladimír Salač kot Ferda
- Jan W. Speerger kot Václav
- Jindřich Láznička
- Milena Velíšková
- Hugo Huška
- Jaroslav Sadílek
- Alois Dvorský